# 11325 Slavický
11325 Slavický là một tiểu hành tinh vành đai chính với chu kỳ quỹ đạo là 1479.8836943 ngày (4.05 năm).
Nó được phát hiện ngày 17 tháng 9 năm 1995.